# 泽基·切利克
穆罕默德·泽基·切利克（土耳其語：Mehmet Zeki Çelik；1997年2月17日—），是一名土耳其足球运动员，场上司职右后卫，現效力于意甲球队羅馬，亦是土耳其国家队队员之一。

## 俱乐部生涯

### 早期生涯
切利克在1997年2月17日出生于土耳其城市布尔萨，他是家中9个孩子中年龄最小的那个。切利克在土耳其度过了自己的早期职业生涯，于2015年从布尔萨体育的青训学院中“毕业”，成为了一名职业球员。同样也是在2015年，他被外租至卡拉卡比体育。
2016年，切利克加盟了另一支土耳其球队伊斯坦布尔体育。2018年，虽然在土甲（次级联赛）踢球，但切利克还是用自己的出色表现争取到了一个成年国家队席位。

### 里尔
2018年7月8日，切利克转会加盟法甲球队里尔，与新东家签约五年。2018年8月11日，在里尔3-1战胜雷恩的法甲比赛中，切利克完成了新东家首秀。

## 国家队生涯
2018年6月5日，在土耳其1-1战平俄罗斯的友谊赛中，切利克完成了个人成年国家队首秀。

### 国家队进球
先列出的数字为土耳其的比分；比分栏列出切利克进球后的比分，结果栏显示土耳其的全场比分。
| #  | 日期         | 地点                                 | 对手 | 比分 | 结果 | 赛事   |
| -- | ------------ | ------------------------------------ | ---- | ---- | ---- | ------ |
| 1. | 2019年6月2日 | 土耳其阿拉尼亚，巴赫塞希尔学校体育场 |      | 1–0  | 2–0  | 友谊赛 |
| 2. | 2019年6月2日 | 土耳其阿拉尼亚，巴赫塞希尔学校体育场 | 2–0  |      | 2–0  | 友谊赛 |

## 荣誉

### 俱乐部
里尔
- 法甲冠军：2020–21[7]